# Akinyele (rapper)
Akinyele, nome completo Akinyele Adams (New York, 14 settembre 1970), è un rapper statunitense.
Ha registrato album negli anni novanta e all'inizio del 2000, famoso soprattutto per i suoi testi dall'esplicito contenuto sessuale. Come i 2 Live Crew, Akinyele compose testi espliciti come il suo successo underground Put It In Your Mouth del 1996.
Frequentò la stessa scuola di Nas, Kool G Rap e Large Professor. Insieme a Nas fece la prima apparizione in Live At The Barbeque, canzone del gruppo hip-hop Main Source presente nel loro album di debutto Breaking Atoms del 1991.

## Discografia

### Album in studio
- 1993 - Vagina Diner (Interscope/Atlantic Records)
- 1999 - Aktapuss (Volcano/Jive/BMG Records 61422-31153)
- 2001 - Anakonda (Koch Records)

### Raccolte
- 2004 - Live at the Barbecue: Unreleased Hits

### EP
- 1996 - Put It in Your Mouth

### Singoli
- 1993 - Ak Ha Ha! Ak Hoo Hoo?
- 1994 - The Bomb
- 1996 - Put it in Your Mouth (con Kia Jefferies)
- 1996 - Love Me for Free
- 1999 - Take a Lick
- 2001 - Do You Wanna?